# Angerbauerhof
Angerbauerhof war ein Ort der ehemaligen Gemeinde Wolkersdorf im oberbayerischen Landkreis Traunstein.
Der Ort wird in den Amtlichen Ortsverzeichnissen für Bayern erstmals in der Ausgabe 1888 genannt und letztmals in der Ausgabe 1928.

## Lage
Die erste benannte Kartendarstellung von Angerbauerhof erfolgte in der topographischen Karte von 1933 als Wirtshaus (Whs.), gelegen nördlich der Straße Traunstein-Rosenheim, etwa 500 Meter südlich von Traunstorf. In der vorigen Ausgabe von 1910 war der Ort in der Karte unbenannt, aber es waren Gebäude dargestellt. Heute entspricht die Lage der Adresse Chiemseestraße 52, 83278 Traunstein, an der sich das Wirtshaus Angerbauer Hof befindet.

## Siedlungsentwicklung
Die Beschreibungen in den Amtlichen Ortsverzeichnissen lauten wie folgt: 1
- 1888 (Volkszählung 1885):[4] Angerbauerhof, Einöde, zur katholischen Pfarrei Haslach-Traunstein 2,5 km, zur katholischen Schule Haslach 1,5 km, zur Post Traunstein II 2,5 km, 3 Einwohner, 1 Wohngebäude
- 1904 (Volkszählung 1900):[5] Angerbauerhof, Einöde, zur katholischen Pfarrei Haslach-Traunstein (in Traunstein) 2,5 km, zur katholischen Schule Haslach 1,5 km, zur Post Traunstein, 6 Einwohner, 1 Wohngebäude
- 1928 (Volkszählung 1925):[6] Angerbauerhof, Einöde, zur katholischen Pfarrei und Schule Haslach 1,5 km, zur Post Traunstein, 19 Einwohner, 2 Wohngebäude